# Frédéric Staps

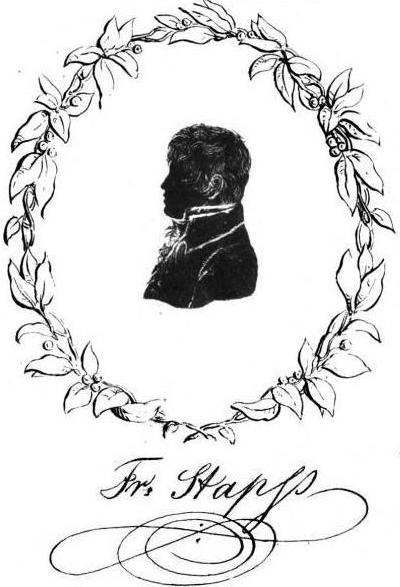
Silhouette et signature de Friedrich Staps.

Friedrich Staps ou Stapß, né le 14 mars 1792 à Naumbourg (Saxe), mort le 17 octobre 1809 à Vienne (Autriche), est un jeune Allemand qui tenta d'assassiner Napoléon Ier le 12 octobre 1809 à Schönbrunn.

## Biographie
Fils d'un pasteur luthérien de Naumbourg, Friedrich Staps était apprenti marchand dans une fabrique de nankin (toile de coton dont la production a commencé à Nankin). Initialement admirateur de Napoléon, qu'il avait aperçu à Erfurt en 1808, il acquit progressivement la conviction que l'empereur français était l'ennemi de la paix comme de la construction nationale allemande et que seule sa mort pourrait mettre fin aux guerres qui ensanglantaient l'Europe. En 1809, année marquée par la tentative de soulèvement du major Ferdinand von Schill en Westphalie et par la rébellion tyrolienne menée par Andreas Hofer, Friedrich décida de commettre un tyrannicide.
En septembre 1809, il écrivit une lettre exprimant ses intentions : « Mes chers parents, je dois, oui je dois partir pour terminer ce que Dieu m'ordonne. Je pars pour sauver des milliers d'hommes de l'abîme de la mort, et enfin pour mourir moi-même ».

### Tentative et arrestation

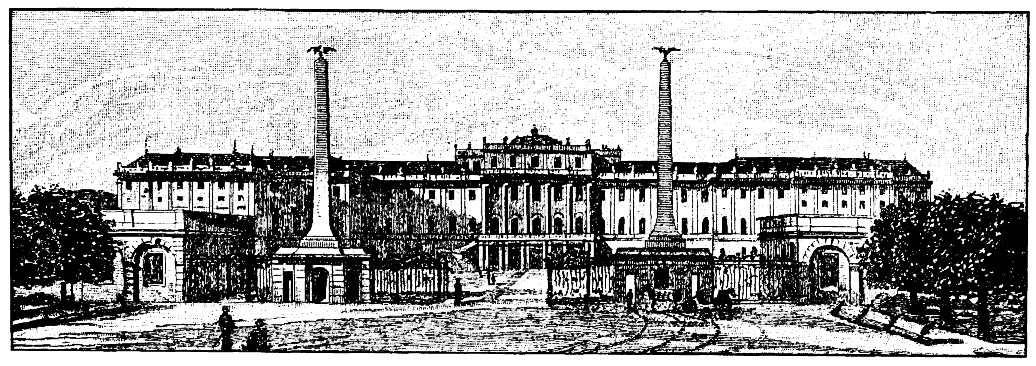
Entrée du château de Schönbrunn.

Staps arriva le 2 octobre à Vienne, où l'empereur résidait depuis la signature de l'armistice de Znaïm au mois de juillet. Deux jours plus tard, il se rendit une première fois devant les grilles de Schönbrunn.
Le 12 octobre, alors que l'empereur inspectait une unité dans la cour du château, Staps s'avança vers lui, feignant de vouloir lui remettre une pétition. Il fut immédiatement intercepté par Berthier. Quand celui-ci lui demanda quelle était sa requête, Staps lui répondit qu'il ne souhaitait parler qu'à Napoléon. L'air décidé du jeune homme éveilla des soupçons chez Berthier et, surtout, chez Rapp, qui le fit aussitôt arrêter par un officier de gendarmerie avant de le faire conduire au château. Un couteau de cuisine fut retrouvé dans sa redingote, ainsi que le portrait d'une jeune femme.

### Interrogatoire et exécution

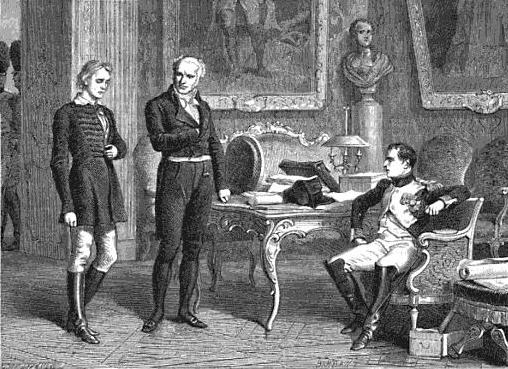
Après l'arrestation du jeune homme, Napoléon interroge Staps (à gauche) en présence de Corvisart.

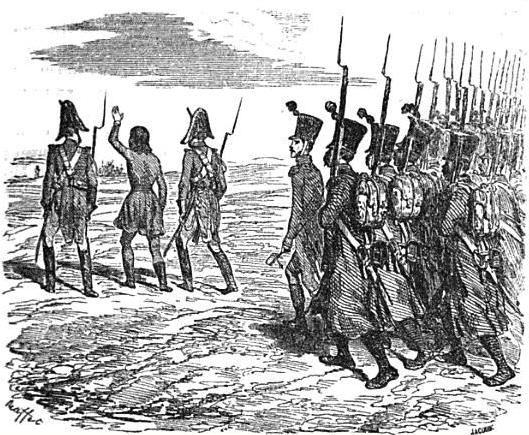
Staps conduit au peloton d'exécution (gravure de Raffet).

Interrogé par Rapp, qui parlait allemand, Staps avoua immédiatement son intention mais déclara ne vouloir en révéler le motif qu'à Napoléon lui-même. Ce dernier, intrigué, le fit venir dans son cabinet, où il travaillait avec Champagny, son ministre des Affaires étrangères. L'empereur interrogea Staps, Rapp servant d'interprète. Le jeune homme expliqua son geste en accusant l'empereur français de faire le malheur de l'Allemagne et des Allemands. Stupéfait par la calme détermination de son jeune ennemi, qu'il prenait pour un fou ou un illuminé, Napoléon le fit examiner par Corvisart, qui put confirmer la bonne santé de Staps après avoir pris son pouls.
Ayant essayé de lui faire entrevoir le chagrin que son exécution ferait subir à ses proches, Napoléon annonça au jeune homme qu'il pourrait lui pardonner son crime et le gracier. Or, Staps refusa de demander pardon pour un acte qu'il considérait comme un devoir. Affirmant ne regretter que l'échec de sa tentative, il déclara qu'il récidiverait en cas de grâce.
Le jour même, Napoléon écrivit à Fouché, ministre de la Police, afin qu'il s'assure que l'affaire ne soit pas ébruitée ou, en cas de fuite, qu'il fasse passer Staps pour fou.
Soupçonnant malgré tout l'existence d'un complot inspiré par la Prusse ou la Saxe-Weimar, Napoléon demanda au général Jean-Baptiste Lauer de mener un nouvel interrogatoire et fit enquêter son espion Schulmeister, qui confirma le fait que Staps avait bel et bien agi seul.
Staps, qui refusait toute nourriture, fut jugé par une commission militaire le 15 octobre. Condamné à mort, le jeune homme, âgé de dix-sept ans, fut fusillé dès le surlendemain par un peloton d'exécution. Il mourut en criant : « Vive la liberté ! Vive l'Allemagne ! Mort à son tyran ! »

### Conséquences de la tentative de Staps
La tentative de Staps fut un choc pour Napoléon, qui se hâta de conclure le traité de Schönbrunn. Ayant compris qu'il pourrait mourir, même en dehors du champ de bataille, sans héritier, il décida de répudier Joséphine, qui ne pouvait lui donner d'enfant. Selon Jean Tulard, « le poignard de Staps avait manqué Napoléon. Il tuait Joséphine ».[réf. nécessaire]

### Postérité
Érigé en héros par la jeunesse nationaliste et libérale allemande, qualifié de « Mucius Scævola de Schönbrunn » par le jeune poète Ernst Münch en 1818, Staps devint un martyr, au même titre que Karl Ludwig Sand, de l'unité nationale allemande. Ce rôle symbolique, initié par la Burschenschaft estudiantine, s'accentua à partir des années 1840.
Alexandre Dumas père et Paul Meurice firent de Staps l'un des héros d'un roman historique, Le capitaine Richard, paru en 1854. Dans cette œuvre de fiction, le geste de Staps est motivé par le viol par un soldat français de sa bien-aimée, Margueritte Stiller, et par son appartenance à une société secrète, « l'Union de la Vertu ». Cette dernière, appelée Tugendbund, a effectivement existé et comptait le major von Schill, auteur d'une tentative de révolte antifrançaise, parmi ses membres.
Dans le roman historique La Bataille, de Patrick Rambaud, Staps est au centre d'une intrigue secondaire, tout au long du récit, de la bataille d'Essling (mai) jusqu'à son interrogatoire par Napoléon, puis son exécution (octobre).